# Daktil
Daktil (δάκτυλος) je trosložna stopa u antičkoj metrici (–UU). Kratki slogovi se mogu sabiti u dug slog, pa daktil prelazi u spondej (– –), koji ga zamenjuje.
Upotrebljavan je u najpoznatijem antičkom stihu heksametru, a sa pentametrom u elegijskom distihu. U silabičko-tonskoj versifikaciji daktilska stopa se sastoji od jednog naglašenog i dva nenaglašena sloga, npr. u obliku akcenatskih celina- zastava, vrati se.
U ruskom, a naročito u engleskom i nemačkom silabičko-tonskom stihu pesme u daktilu, kao i u ostalim trosložnim metrima (amfibah i anapest), neuporedivo su ređe od pesama u dvosložnim metrima (jamb i trohej). Daktilske stope, pomešane sa trohejskim, nalaze se najviše u prevodima i imitacijama antičkih stihova.
U srpskoj poeziji stihovi od čistih daktila, pogotovu uzastopno, javljaju se samo od slučaja do slučaja, npr. 4 stiha u narodnoj šesteračkoj pesmi. Otuda se govori o pomešanim daktilo-trohejskim stihovima (nesimetrični osmerac i lirski deseterac).